# Зернова, Екатерина Сергеевна
Екатери́на Серге́евна Зерно́ва (27 марта [9 апреля] 1900, Симферополь — 23 апреля 1995, Москва) — советская художница, заслуженный художник РСФСР (1974), член правления Союза художников СССР. Её произведения находятся в Третьяковской галерее и других музеях, в том числе в Москве, Варшаве, Нукусе и Астрахани. Выставки начались в 1925 году (персональные — с 1936) и продолжаются после смерти художницы, уже в XXI веке.

## Биография
Отец — зоолог и гидробиолог Сергей Алексеевич Зернов (1871—1945).
В 1917 году окончила художественную школу Ф. И. Рерберга. Затем училась у И. И. Машкова, А. В. Шевченко и Д. П. Штеренберга. Была видной деятельницей ОСТ — Общества станковистов. После войны работала в кино и театре, преподавала в Московском текстильном институте. С конца 1950-х работала в жанре монументализма, создав большие панно в Ялте, Салавате (на здании управления АО Газпром нефтехим Салават), Москве, а также мозаики и сграффито. Работала в том числе совместно с другими художниками — Ю. И. Пименовым и А. А. Дейнекой.
Е. С. Зернова — автор книги воспоминаний «Воспоминания монументалиста», вышедшей при жизни художницы.